# Zocca
Zocca (La Zòca in dialetto modenese) è un comune italiano di 4 787 abitanti della provincia di Modena in Emilia-Romagna, situato a sud del capoluogo; posto a 758 metri sul livello del mare, fa parte dell'Unione Terre di Castelli.

## Geografia fisica

### Territorio
L'abitato di Zocca si sviluppa lungo un crinale dell'Appennino modenese, che separa la valle del Panaro da quella del Samoggia e del Reno. Zocca sorge a 47 km a sud di Modena e a 26 km ad est di Pavullo nel Frignano.

### Clima
In base alla media trentennale di riferimento 1961-1990, la temperatura media del mese più freddo, gennaio, si attesta a +1,3 °C; quella del mese più caldo, luglio, è di +19,9 °C.

## Origini del nome
Nel dialetto frignanese, zòca, dal latino soccus, significa ceppaia/tronco di legno, e per Zocca si trattava di legno di castagno (da qui Zòca, e quindi Zocca). Il toponimo risulta attestato sin dal 1337.

## Storia
Nel 1465 il duca Borso d'Este autorizzò gli uomini di Montetortore ad istituire un primo mercato da tenersi due volte all'anno. La crescita degli scambi commerciali favoriti dai mercati favorì di conseguenza la nascita di un insediamento. Inclusa nei confini della comunità di Montalbano nel 1797, con lo scioglimento di quest'ultima fu annessa a Montecorone. Acquisita temporaneamente l'indipendenza amministrativa e incluso all'interno del Dipartimento del Reno durante la parentesi della Repubblica Italiana napoleonica, con la Restaurazione fu incorporato nel territorio di Guiglia.
Con la fine del ducato di Modena e Reggio nel 1859 il comune di Zocca fu nuovamente istituito ed incluso all'interno del circondario di Pavullo nel Frignano. Durante la prima guerra mondiale da Zocca partirono circa 500 uomini e quasi un terzo non fece ritorno. Durante la seconda guerra mondiale il paese, attivo centro della Resistenza, pagò a caro prezzo la sua lotta contro le forze d'occupazione nazi-fasciste. La feroce repressione messa in atto sia dai nazisti, che dai loro alleati fascisti, giunse al suo culmine il 18 agosto 1944, quando venti uomini furono impiccati da un reparto della GNR nell'eccidio dei Boschi di Ciano. Zocca ha ricevuto la Medaglia d'Oro al merito civile per la lotta antifascista nel periodo 1943-44.
Nel 1952 venne eletto sindaco Luigi Calligola sostenuto dal PCI, che rimase primo cittadino di Zocca fino al 1964. Le elezioni comunali del 1964 finirono in pareggio tra il sindaco uscente Calligola e il candidato sostenuto dal centro-destra.

### Simboli
Lo stemma comunale è stato ufficialmente riconosciuto con decreto del Capo del Governo del 22 ottobre 1936 dove viene semplicemente descritto: d'azzurro, alla Fenice su fuoco.
La figura della fenice che risorge dal fuoco era stato scelto intorno al 1860 dal dittatore delle Regie province dell'Emilia, Luigi Carlo Farini, con il motto latino Post fata resurgo per rappresentare la rinascita del comune dopo un periodo di soppressione. Lo scudo è accollato a un caduceo che simboleggia il commercio e l'antico mercato "della Zocca". Il gonfalone è un drappo partito di giallo e di azzurro.

## Monumenti e luoghi d'interesse

### Architetture religiose
- Chiesa del Sacro Cuore di Gesù, edificata nell'ultimo decennio del XIX secolo vicino a un precedente oratorio seicentesco, dedicato a San Contardo d'Este, mentre il campanile è del 1910.
- Chiesa di San Vitale a Missano, risalente al 1620, costruita in sostituzione dell'antica pieve diroccata nel XV secolo.
- Chiesa di San Rocco a Montecorone, edificio seicentesco coperto a capanna con piccolo rosone circolare.
- Chiesa di San Lorenzo, risale al XIX secolo, costruita su un precedente edificio del XVI secolo.
- Chiesa di Santa Maria Assunta a Montalbano, rifatta nel 1757 su una precedente chiesa del XV-XVI secolo.
- Oratorio della Beata Vergine del Rosario, eretto nel 1630 in occasione della peste che aveva ucciso nel solo borgo duecento persone.
- Santuario della Verucchia dedicato alla Natività della Vergine Maria, più volte ricostruito su una chiesa già esistente nel 1291.

### Architetture militari
- Castello di Monte Questiolo: del castello medioevale rimangono solo la torre e il basamento delle mura; ai piedi del castello si trova il piccolo vecchio borgo.
- Castello di Montetortore: i ruderi di un antico castello risalgono al XII e XVI secolo, dopo che nel 1242 i bolognesi lo distrussero. Rimase la chiesa, che faceva parte del castello, ma questa subì gravi danni durante la seconda guerra mondiale.
- Torre Rangoni di Rosola: torre duecentesca o trecentesca,[9] anticamente faceva parte di un castello storico (castello della Rosa)[10] che fu distrutto in antichità dai tedeschi.[11]

### Aree naturali
- Il castagno plurisecolare di Monteombraro[12]

## Società

### Evoluzione demografica
Abitanti censiti

### Lingue e dialetti
A Zocca oltre all’italiano si parla il dialetto modenese, che risente anche dell'influenza della vicina Bologna. Esiste un vocabolario zocchese/italiano all'interno di Arcurdènes dè pasà di Giancarlo Marchi.

## Cultura

### Istruzione

#### Scuole
Sono presenti quattro scuole: la scuola dell'infanzia (ex materna) statale di Zocca, la scuola dell'infanzia paritaria Alfonso Ronchi, la scuola primaria (ex elementare) Juan Hilarion Lenzi, e la scuola secondaria di 1° grado (ex media) Martiri della Libertà. In frazione Montombraro è presente una sezione distaccata dell'Istituto Agrario ed Enogastronomico "Lazzaro Spallanzani", che ha la sede principale a Castelfranco Emilia.
A Zocca si trova la scuola di musica dedicata a Massimo Riva, chitarrista di Vasco Rossi.

### Musica
A Zocca il 18 settembre 1975 è nata Punto Radio, una delle prime emittenti radio libere italiane. Vasco Rossi, nativo di Zocca, era fra i fondatori. Da Punto Radio sono transitati molti personaggi, alcuni allora già famosi, altri lo sono diventati nel tempo, tra cui Gaetano Curreri (Stadio), Massimo Riva allora bambino, Renato Zero, Loredana Bertè, Paolo Mengoli, Ivan Cattaneo, ecc.

### Cucina
Zocca è conosciuta per la crescentina (o tigella), originariamente cotta nel camino con una foglia di castagno, che si può degustare nei locali del corso principale del paese. La tigella è il manufatto in terracotta da scaldare fra le braci e dove si cuoce poi la crescenta. È inoltre sede della "Compagnia della cunza" con annesso museo del borlengo, specialità tipica locale.

### Eventi
Nella prima settimana d'agosto si svolgeva il festival musicale "Festa della Libertà", ideato da Massimo Riva. Nella frazione di Monteombraro, nelle prime settimane di luglio, si tiene la tradizionale "Festa della Lavanda". La seconda, terza e quarta domenica di ottobre si svolge nel centro del paese da più di quarant'anni la "Sagra della castagna e del marrone tipico di Zocca".

## Geografia antropica

### Frazioni
Nel territorio comunale di Zocca sono comprese sette frazioni.
- Ciano (356 m s.l.m., 139 abitanti)
- Missano (530 m s.l.m., 55 abitanti)
- Montalbano (616 m s.l.m., 80 abitanti)
- Montecorone (594 m s.l.m., 49 abitanti)
- Montetortore (751 m s.l.m., 30 abitanti)
- Montombraro (727 m s.l.m., 689 abitanti)
- Rosola (681 m s.l.m., 18 abitanti)

### Altre località del territorio
Altre località minori del comune di Zocca sono quelle di Ca' Lucca, Cantone, Casa Nadino, Castellaccio, Ghiana, Lame, Trappola, Verucchia, Zocchetta.

## Infrastrutture e trasporti
La principale arteria di comunicazione del comune di Zocca è l'ex strada statale 623 del Passo Brasa, che unisce Modena all'Appennino bolognese.

## Amministrazione
| Periodo          | Periodo          | Primo cittadino            | Partito                         | Carica  | Note   |
| ---------------- | ---------------- | -------------------------- | ------------------------------- | ------- | ------ |
| 29 maggio 1988   | 10 dicembre 1990 | Giovanna detta Carmen Zini | PCI                             | Sindaco | [ 14 ] |
| 11 dicembre 1990 | 12 maggio 2001   | Aldo Preci                 | PCI, PDS                        | Sindaco | [ 14 ] |
| 13 maggio 2001   | 27 maggio 2006   | Giovanna detta Carmen Zini | lista civica di centro-sinistra | Sindaco | [ 14 ] |
| 28 maggio 2006   | 14 maggio 2011   | Carlo Leonelli             | lista civica di centro-sinistra | Sindaco | [ 14 ] |
| 15 maggio 2011   | 5 giugno 2016    | Pietro Balugani            | lista civica di centro-sinistra | Sindaco | [ 14 ] |
| 6 giugno 2016    | 4 ottobre 2021   | Gianfranco Tanari          | lista civica Zocca civica       | Sindaco | [ 14 ] |
| 4 ottobre 2021   | in carica        | Federico Ropa              | lista civica Zocca civica       | Sindaco | [ 14 ] |

### Gemellaggi
La città si è gemellata con l'isola di Boa Vista, dell'arcipelago di Capo Verde, il 9 maggio 2014. È, inoltre, gemellata con Lumaco, comune cileno fondato da emigrati delle zone del Frignano.
- Boa Vista, dal 2014
- Lumaco
- Montesilvano (patto di amicizia), dal 2018[15].
- Broni (patto di amicizia) dal 2018

## Sport

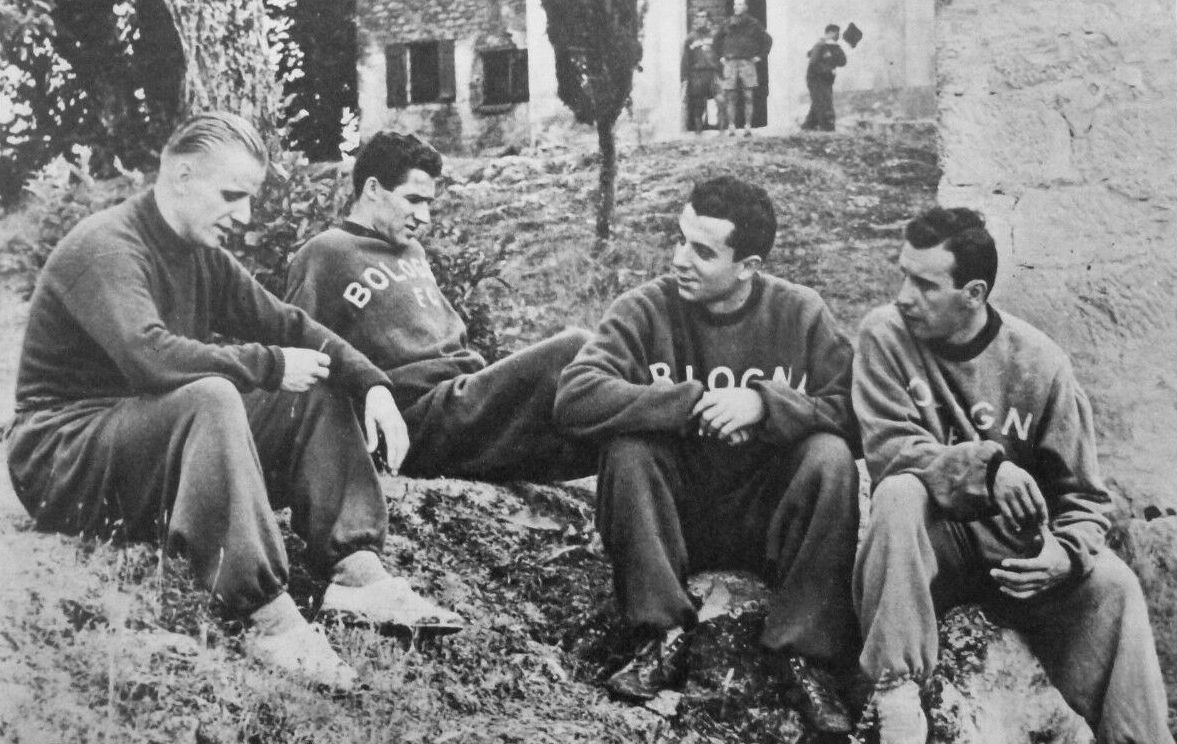
La squadra di calcio del in ritiro a Zocca nell'estate 1958

### Calcio
La squadra di calcio della città è il F.C. Zocca 1950, nato nel 1950 e militante nel campionato di Seconda Categoria.
Altra squadra del comune è il U.S. Montombraro, della frazione omonima, nato nel 1929 e che milita nel campionato di Prima Categoria.

### Impianti sportivi
Zocca è dotata nel suo territorio comunale di diversi impianti sportivi:
- Due piscine (una in paese, la piscina comunale, che fu il locale da ballo denominato Punto Club dove Vasco Rossi lavorava agli albori della sua carriera come disc jockey; l'altra piscina nella frazione Montombraro);
- Un palazzetto dello sport, palestra polivalente con all'interno campi da basket, pallavolo, calcetto con adiacenti skate-park, campi da tennis in terra e sintetico, campo da beach volley;
- Due campi da calcio più altri da calcetto.